# Parathyma sulpitia
Parathyma sulpitia är en fjärilsart som beskrevs av Pieter Cramer 1782. Parathyma sulpitia ingår i släktet Parathyma och familjen praktfjärilar. Inga underarter finns listade i Catalogue of Life.